# Pável Pardo
Pável Pardo Segura (n. 26 iulie 1976) este un fotbalist mexican care a jucat fotbal la clubul german VfB Stuttgart, campion în sezonul 2007-2008, iar din ianuarie 2009 la clubul mexican Club América. El este de asemenea un titular al naționalei din Mexic, și în urma unei statistici efectuate la terminarea campionatului mondial din 2006, s-a demonstrat că a fost al-șaptelea jucător din toate țările participante ca număr de convocări. Pardo a avut în total 123.
Poziția lui este de mijlocaș, dar se descurcă și în atac, reușind să ajute mult la calificarea patriei până în semifinalele ultimului turneu, Copa America.